# Heinrich Stefan Peschka
Heinrich Stefan Peschka (* 2. Juli 1886 in Wien; † 21. September 1937, ebenda) war ein österreichischer Erfinder und Autodidakt. Aus Patenten und Tagebucheinträgen sind viele Ideen bekannt, in denen er richtungsweisende Erkenntnisse beschrieb, jedoch zumeist an der richtigen Umsetzung scheiterte.

## Leben
Nach Ende der Schulpflicht errichtete er sich eine elektromechanische Werkstatt im Hofgebäude des Hauses seines Vaters, der Gemischtwarenhändler war. Dieser finanzierte ihm aus dem Gewinn auch seine Ausrüstung und Versuche.
Heinrich Stefan Peschka patentierte am 19. August 1913 ein Verfahren, das sowohl Ton- als auch Farbaufnahmen beim Film ermöglichen sollte. Die Tonaufnahme sollte nach dem – damals noch nicht bekannten – Lichttonverfahren funktionieren: Eine Membran (Mikrophon) leitet die Tonsignale über eine Sekundärspule. Diese erzeugt einen Induktionsstrom, der wiederum eine Lichtsperrklappe erregt, die im Rhythmus der Geräusche mehr oder weniger Licht auf das mit dem Film verbundene Aufnahmerohr fallen lässt. Dieses Prinzip wird heute als Intensitätsverfahren bezeichnet.
Zur Wiedergabe des fotografierten Tonsignals sollte eine Selenzelle zum Einsatz kommen, die aus den Lichtschwankungen wieder elektrische Ströme machte. Da es um 1913 noch keine entwickelten Verstärkungsmöglichkeiten, etwa über Elektronenröhren, gab, konnten diese schwachen Signale nur mit Kopfhörern abgehört werden, was den Zuhörerkreis begrenzte.
Peschka hatte seine Erfindung zu wenig durchdacht, als dass sie für Tonfilmaufnahmen praktisch verwendbar gewesen wäre. Eigenen Aussagen zufolge habe er seine Patente – in denen er Prinzipien beschrieb, die letztendlich auch von anderen Forschern entdeckt wurden und zum Tonfilm führten – ohne jede Vorkenntnis von anderen Forschern, Ergebnissen oder jeder ähnlichen Kenntnis durch Bücher, oder Ähnliches von Zeitschriften, ohne jeder Hilfe oder Beihilfe von zweiter Seite [...] angemeldet.